# NGC 6444
NGC 6444 ist ein offener Sternhaufen (Typdefinition „III2m“) im Sternbild Skorpion. Er wurde am 7. Juni 1837 von John Herschel mit einem 18-Zoll-Spiegelteleskop entdeckt, der dabei „a v fine L rich scattered cluster of stars 12..13..m“ notierte.